# Богашев, Александр Иннокентьевич
Александр Иннокентьевич Богашев (1919—1984) — капитан Советской Армии, участник Великой Отечественной войны, Герой Советского Союза (1944).

## Биография
Александр Богашев родился 5 августа 1919 года в Иркутске в семье железнодорожника. После окончания школы-семилетки в городе Черемхово и горно-промышленного училища работал электриком на шахте. В 1939 году был призван на службу в Рабоче-крестьянскую Красную Армию Черемховским городским военным комиссариатом. Проходил службу на Дальнем Востоке, затем в городе Ровно Украинской ССР, командова взводом разведки, имел звание старшины. С начала Великой Отечественной войны — на её фронтах. Участвовал в боях на Юго-Западном фронте в 1941 году. Под городом Коростень получил тяжёлое ранение и был эвакуирован в госпиталь. Выздоровев, был направлен на Закавказский фронт, где принял участие в Керченско-Феодосийской операции. В мае 1942 года был контужен и попал в плен. В июле 1942 года бежал из немецкого эшелона, организовал и возглавил партизанский отряд, действовавший на Украине в тылу врага. В ноябре 1943 года Богашев воссоединился с советскими частями, участвовал в боях на 1-м Украинском фронте. Участвовал в освобождении Киева, Житомирско-Бердичевской и Корсунь-Шевченковской операциях. Впоследствии служил на 2-м Украинском фронте, участвовал в Уманско-Ботошанской операции. К марту 1944 года старший лейтенант Александр Богашев командовал ротой автоматчиков 529-го стрелкового полка 163-й стрелковой дивизии 40-й армии 2-го Украинского фронта. Отличился во время форсирования Южного Буга.
13 марта 1944 года Богашев первым в своём подразделении форсировал Южный Буг в районе посёлка Ладыжин Винницкой области, несмотря на массированный автоматный, пулемётный и артиллерийский огонь. Группа Богашева подобралась в немецким позициям и подорвала две огневые точки. Через некоторое время на захваченный участок начали переправляться подкрепления. Накопив достаточно сил, Богашев первым со своей группой пошёл в атаку. Благодаря неожиданности удара немецкие подразделения понесли серьёзные потери в живой силе и технике. Благодаря его действиям полк раньше намеченного срока выполнил боевую задачу. Богашев и четыре его сослуживца были представлены командиром полка к званиям Героев Советского Союза.
Указом Президиума Верховного Совета СССР от 13 сентября 1944 года за «умелые действия и проявленный героизм при форсировании Южного Буга» старший лейтенант Александр Богашев был удостоен высокого звания Героя Советского Союза с вручением ордена Ленина и медали «Золотая Звезда» за номером 3754.
Вскоре был вторично контужен. После излечения Богашев воевал в составе 232-й стрелковой дивизии, участвовал в освобождении Молдавии, Румынии, Венгрии, Чехословакии, Ясско-Кишинёвской, Дебреценской, Братиславско-Брновской операциях. Конец войны встретил на подступах к Австрии, в звании капитана и на должности заместителя командира батальона. После окончания войны продолжил службу в Советской Армии. В 1946 году Богашев окончил курсы усовершенствования офицерского состава, в том же году был уволен в запас. Проживал в Черновцах, работал директором на мельнице. Позднее переехал в город Бийск Алтайского края, работал электрослесарем, механиком, руководителем стрелковой секции горкома ДОСААФ. Умер в 1984 году, похоронен в Бийске.
Был также награждён орденом Отечественной войны 1-й степени и рядом медалей.